# Timon (Lacertidae)
Timon – rodzaj jaszczurek z rodziny jaszczurkowatych (Lacertidae).

## Zasięg występowania
Rodzaj obejmuje gatunki występujące w południowo-zachodniej Europie, północnej Afryce i południowo-zachodniej Azji. 

## Morfologia
Do rodzaju Timon należą jedne z największych przedstawicieli Lacertidae, o długości od czubka pyska do kloaki mogącej przekraczać 20 cm. Samce osiągają większe rozmiary od samic.

## Systematyka

### Etymologia
Timon (Thimon): być może od sztuki Williama Shakespeare’a zatytułowanej Tymon Ateńczyk (ang. Timon of Athens).

### Podział systematyczny
Timon jest grupą monofiletyczną, najbliżej spokrewnioną z rodzajem Lacerta. Rozdzielenie się tych dwóch linii ewolucyjnych nastąpiło prawdopodobnie około 18,5 mln lat temu, natomiast podział samego rodzaju Timon na dwa główne klady zaszedł około 14,5 mln lat temu.
Do rodzaju tradycyjnie zaliczano cztery gatunki, jednak do rangi odrębnych gatunków podniesione zostały T. kurdistanicus, dawniej uznawany za podgatunek T. princeps, oraz T. nevadensis. Do rodzaju należą następujące gatunki:
- Timon kurdistanicus (Suchow, 1936)
- Timon lepidus (Daudin, 1802) – jaszczurka perłowa
- Timon nevadensis (Buchholz, 1963)
- Timon pater (Lataste, 1880)
- Timon princeps (Blanford, 1874)
- Timon tangitanus (Boulenger, 1889)

Kladogram rodzaju według Ahmadzadeha i współpracowników (2016), z podanym szacowanym czasem rozejścia się poszczególnych linii ewolucyjnych (w milionach lat)
|  | T. kurdistanicus |
|  |                  |
|  | T. princeps      |
|  |                  |

|  | T. tangitanus |
|  |               |
|  | T. pater      |
|  |               |

|  | T. lepidus    |
|  |               |
|  | T. nevadensis |
|  |               |

|  | T. tangitanus |
|  |               |
|  | T. pater      |
|  |               |

|  | T. lepidus    |
|  |               |
|  | T. nevadensis |
|  |               |

|  | T. kurdistanicus |
|  |                  |
|  | T. princeps      |
|  |                  |

|  | T. tangitanus |
|  |               |
|  | T. pater      |
|  |               |

|  | T. lepidus    |
|  |               |
|  | T. nevadensis |
|  |               |

|  | T. tangitanus |
|  |               |
|  | T. pater      |
|  |               |

|  | T. lepidus    |
|  |               |
|  | T. nevadensis |
|  |               |